# 单果鹤虱
单果鹤虱（学名：Lappula monocarpa）为紫草科鹤虱属的植物，是中国的特有植物。分布于中国大陆的新疆等地，生长于海拔1,130米的地区，多生于山地阳坡草地，目前尚未由人工引种栽培。